# فلزات آروماتیک
عطر و طعم فلز، مفهوم خوشبو بودن است که در بسیاری از ترکیبات آلی یافت می‌شود و تا فلزات نیز گسترش می‌یابد. اولین شواهد تجربی برای وجود عطر و طعم در فلزات در ترکیبات خوشه ای آلومینیوم از نوع {\displaystyle {\ce {MAl4-}}} یافت شد که M مخفف لیتیوم، سدیم یا مس است. این آنیون‌ها را می‌توان در گاز هلیوم با بخار شدن لیزر از یک کامپوزیت آلومینیوم / کربنات لیتیوم یا یک آلیاژ مس یا سدیم / آلومینیوم تولید، جدا و با طیف‌سنجی جرمی انتخاب و توسط طیف‌سنجی فوتوالکترون تجزیه و تحلیل کرد. شواهد معطر بودن در این ترکیبات بر اساس چندین ملاحظه است. شیمی محاسباتی نشان می‌دهد که این خوشه‌های آلومینیوم از یک هستهٔ چهار هسته ای {\displaystyle {\ce {AL4^2-}}} تشکیل شده‌اند، صفحه و یک شمارنده در راس هرم مربع شکل.
{\displaystyle {\ce {AL4^2-}}} واحد کاملاً مسطح است و وجود معکوس یا حتی وجود دو مقابله در ترکیب خنثی {\displaystyle {\ce {M2AL4}}} مزاحم نمی‌شود. علاوه بر این HOMO آن محاسبه می‌شود که یک سیستم pi محصور شده دو برابر اشغال شده‌است و باعث می‌شود از قانون هوکل پیروی کند. سرانجام یک تطابق بین مقادیر محاسبه شده و مقادیر فوتوالکترون تجربی برای انرژی مورد نیاز برای حذف ۴ الکترون اول ظرفیت وجود دارد.
خوشبویی اوربیتال D در تنگستن سه هسته ای {\displaystyle {\ce {W3O9^1-}}} و مولیبدن {\displaystyle {\ce {Mo3O9^1-}}} خوشه‌های فلزی تولید شده در اثر تبخیر لیزری فلزات خالص در حضور اکسیژن در جریان هلیوم وجود دارد. در این خوشه‌ها سه مرکز فلزی توسط اکسیژن ساخته می‌شود و هر فلز دارای دو اتم اکسیژن انتهایی است. اولین سیگنال در طیف فوتوالکترون مربوط به حذف الکترون ظرفیت با کمترین انرژی در آنیون به ترکیب خنثی {\displaystyle {\ce {M3O9}}} است که این انرژی قابل مقایسه با انرژی انبوه تری‌اکسید تنگستن و تری‌اکسید مولیبدن است. سیگنال فوتوالکتریک نیز گسترده‌است که نشان دهنده تفاوت زیادی در ترکیب بین آنیون و گونه‌های خنثی است. شیمی محاسباتی نشان می‌دهد که آنیون‌های {\displaystyle {\ce {M3O9^1-}}} و دی آنیون‌های {\displaystyle {\ce {M3O9^2-}}} شش ضلعی ایده‌آل با طول پیوند فلز به فلز یکسان هستند.
مولکول‌های مورد بحث تاکنون فقط در مرحله گاز رقیق شده وجود دارد. مطالعه ای در مورد بررسی خواص ترکیبی که از مولیبدات سدیم در آب تشکیل شده‌است و اسید ایمینودیاستیک نیز شواهدی از معطر بودن نشان داد، اما این ترکیب در واقع جدا شده‌است. کریستالوگرافی اشعه ایکس نشان داد که اتمهای سدیم در لایه‌هایی از خوشه‌های شش ضلعی مشابه پنتاسن‌ها قرار گرفته‌اند. طول پیوند سدیم به سدیم به‌طور غیرمعمولی کوتاه است (۳۲۷ بعد از ظهر در مقابل ۳۸۰ بعد از ظهر در سدیم اولیه) و مانند بنزن، حلقه مسطح است. در این ترکیب هر اتم سدیم دارای هندسه مولکولی هشت وجهی تحریف شده با هماهنگی اتم‌های مولیبدن و مولکول‌های آب است. [۳] شواهد تجربی توسط مقادیر رایحه ای NICS محاسبه می‌شود.